# Александар V Македонски
Александар V Македонски (умро 294. п. н. е.) је био македонски краљ из династије Антипатрида. Владао је од 297. до 294. године п. н. е. као савладар свога брата Антипатера.

## Биографија
Александар је био најмлађи син Касандра, оснивача династије Антипатрида. Касандар умире 297. године п. н. е. Браћа су се убрзо сукобила те је Антипатер дао протерати Александра, а своју мајку Тесалонику је убио. Александар је затражио помоћ од епирског владара Пира и Антигоновог сина Деметрија I Полиоркета. Обојица су се одазвали позиву и протерали Антипатера из земље. Пир је као награду за помоћ добио Амбракију, Амфилохију и Акарнанију. Након протеривања Антипатера, Пир се повукао у Епир. Деметрије се са војском задржао у Македонији. Александар га је покушао на превару намамити на гозбу где би га убио. Међутим, Деметрије је одбио позив и следећег дана започео повлачење. Александар га је пратио све до Тесалије. У Лариси је Деметрије припремио гозбу за Александра. Александар је, ништа не слутећи, дошао са пријатељима без оружане пратње. Деметрије га је убио на гозби.